# Pascal Fabre

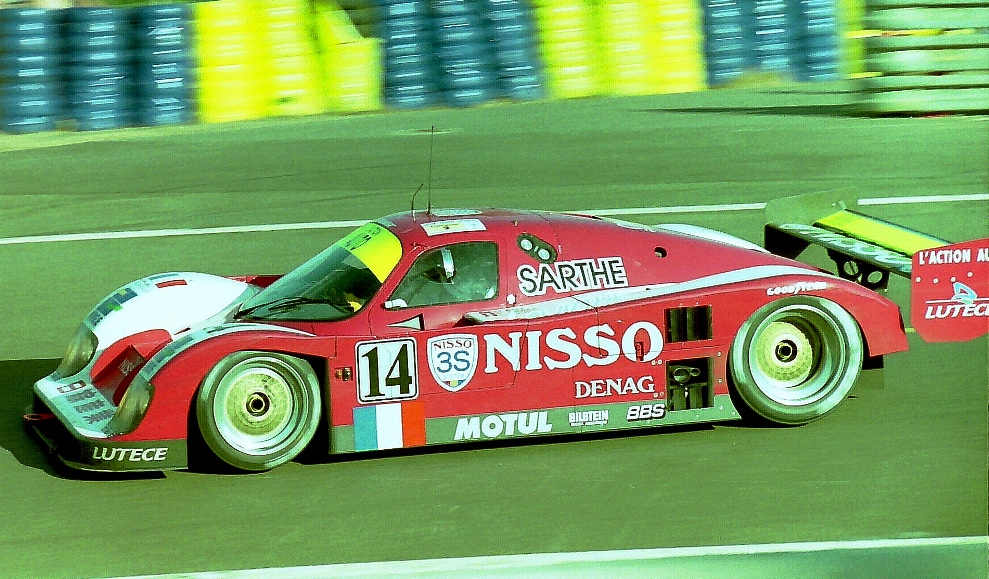

Pascal Fabre, född 9 januari 1960 i Lyon, är en fransk racerförare.

## Racingkarriär
Fabre tävlade i formel 1 för AGS säsongen 1987. Han lyckades dock inte ta någon poäng och ersattes i de två sista loppen av brasilianen Roberto Moreno.

## F1-karriär
| Säsong | Stall/Tillverkare | Poäng | Placering |
| ------ | ----------------- | ----- | --------- |
| 1987   | AGS-Ford          | 0     | –         |